# Stadio El Harti
Lo stadio El Harti (in arabo: ملعب الحارثي ) è uno stadio di calcio situato nella città di Marrakech, in Marocco. Ha una capienza di 20.000 posti a sedere., una pista per atletica leggera a 6 corsie e un tappeto erboso artificiale installato nel 2008.
Lo stadio ospitava le partite casalinghe del Kawkab de Marrakech fino a dicembre del 2010, quando venne sostituito con il nuovo stadio di Marrakech, che ha una capienza di 45.240 posti a sedere.
Attualmente lo stadio El Harti ospita le partite casalinghe dell'Olympique de Marrakech.